# Tinsukia (huyện)
Huyện Tinsukia là một huyện thuộc bang Assam, Ấn Độ. Thủ phủ huyện Tinsukia đóng ở Tinsukia. Huyện Tinsukia có diện tích 3790 ki lô mét vuông. Đến thời điểm năm 2001, huyện Tinsukia có dân số 1150146 người.